# Glendale (California)
Glendale  (/ɡlenˈdeɪl/ o /ˈɡlendeɪl/ ) es una ciudad del condado de Los Ángeles en el estado estadounidense de California. En el año 2020 tenía una población de 196,543 habitantes y una densidad poblacional de 2.519,7 personas por km². Se encuentra en el extremo oriental del Valle de San Fernando, es seccionada por las Verdugo Mountains y es un importante suburbio en el Área Metropolitana de Los Ángeles.

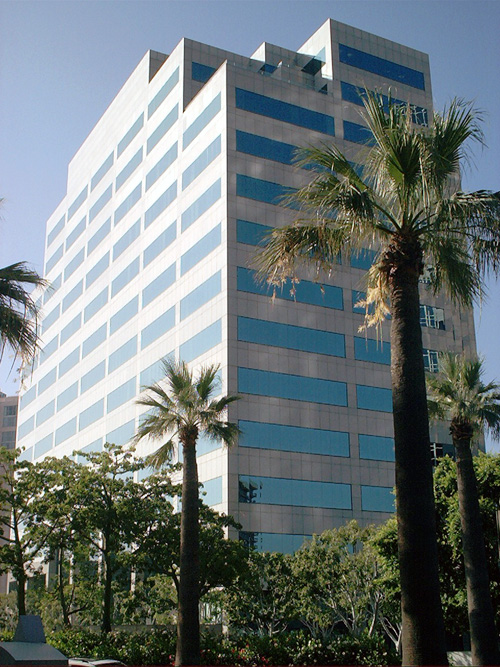
El 801 North Brand es uno de los rascacielos más modernos de Glendale. Empresas como Nestlé, Great West Life, Citigroup, Unum Provident y Cigna cuentan con oficinas en el centro de la ciudad.

La ciudad limita al suroeste con el Atwater Village barrio de Los Ángeles; al oeste de Burbank. Las autopistas Golden State Freeway, Ventura Freeway, Glendale Freeway, y Foothill Freeway pasan por la ciudad. La ciudad es la policía del Departamento de Policía de Glendale.
El cementerio Forest Lawn Memorial Park Cemetery, con sede en Glendale, contiene los restos de muchas celebridades y residentes locales. Es famoso como el pionero de un nuevo estilo de cementerios.

## Geografía
Según la Oficina del Censo, la ciudad tiene un área total de 79,4 km² (30,7 mi²), de la cual 79,3 km² (30,6 mi²) es tierra y 0,1 km² (0 mi²) (0.7%) es agua.
| Parámetros climáticos promedio de Glendale, California | Parámetros climáticos promedio de Glendale, California | Parámetros climáticos promedio de Glendale, California | Parámetros climáticos promedio de Glendale, California | Parámetros climáticos promedio de Glendale, California | Parámetros climáticos promedio de Glendale, California | Parámetros climáticos promedio de Glendale, California | Parámetros climáticos promedio de Glendale, California | Parámetros climáticos promedio de Glendale, California | Parámetros climáticos promedio de Glendale, California | Parámetros climáticos promedio de Glendale, California | Parámetros climáticos promedio de Glendale, California | Parámetros climáticos promedio de Glendale, California | Parámetros climáticos promedio de Glendale, California |
| Mes                                                    | Ene.                                                   | Feb.                                                   | Mar.                                                   | Abr.                                                   | May.                                                   | Jun.                                                   | Jul.                                                   | Ago.                                                   | Sep.                                                   | Oct.                                                   | Nov.                                                   | Dic.                                                   | Anual                                                  |
| ------------------------------------------------------ | ------------------------------------------------------ | ------------------------------------------------------ | ------------------------------------------------------ | ------------------------------------------------------ | ------------------------------------------------------ | ------------------------------------------------------ | ------------------------------------------------------ | ------------------------------------------------------ | ------------------------------------------------------ | ------------------------------------------------------ | ------------------------------------------------------ | ------------------------------------------------------ | ------------------------------------------------------ |
| Temp. máx. abs. (°C)                                   | 33.9                                                   | 33.3                                                   | 35.6                                                   | 40.6                                                   | 38.9                                                   | 43.3                                                   | 43.3                                                   | 41.7                                                   | 43.3                                                   | 42.2                                                   | 36.7                                                   | 33.9                                                   | 43.3                                                   |
| Temp. máx. media (°C)                                  | 20                                                     | 21.1                                                   | 21.7                                                   | 24.4                                                   | 25.6                                                   | 28.9                                                   | 31.7                                                   | 32.8                                                   | 31.7                                                   | 28.3                                                   | 23.3                                                   | 20                                                     | 25.8                                                   |
| Temp. mín. media (°C)                                  | 6.7                                                    | 7.8                                                    | 8.3                                                    | 10                                                     | 11.7                                                   | 13.9                                                   | 16.1                                                   | 16.7                                                   | 16.1                                                   | 12.8                                                   | 8.9                                                    | 6.7                                                    | 11.3                                                   |
| Temp. mín. abs. (°C)                                   | -5                                                     | -8.3                                                   | -5                                                     | 1.1                                                    | 2.8                                                    | 5                                                      | 7.2                                                    | 8.9                                                    | 6.7                                                    | 2.8                                                    | -1.7                                                   | -3.3                                                   | -8.3                                                   |
| Precipitación total (mm)                               | 113.8                                                  | 127                                                    | 111.3                                                  | 31                                                     | 11.4                                                   | 5.3                                                    | 1.3                                                    | 5.3                                                    | 12.2                                                   | 16.5                                                   | 38.1                                                   | 62.5                                                   | 535.7                                                  |
| Fuente:                                                |                                                        |                                                        |                                                        |                                                        |                                                        |                                                        |                                                        |                                                        |                                                        |                                                        |                                                        |                                                        |                                                        |

## Demografía
Según la Oficina del Censo en 2000 los ingresos medios por hogar en la localidad eran de $41,805, y los ingresos medios por familia eran $47,633. Los hombres tenían unos ingresos medios de $39,709 frente a los $33,815 para las mujeres. La renta per cápita para la localidad era de $22,227. Alrededor del 15.5% de la población estaban por debajo del umbral de pobreza.

## Educación
El Distrito Escolar Unificado de Glendale gestiona escuelas públicas.

## Personalidades destacadas
- Captain Beefheart, músico
- Erika Eleniak, actriz
- Robert Englund, actor
- Edward Furlong, actor
- Bob Siebenberg, músico (baterista de Supertramp)
- Scott Gorham, músico
- Joe Hahn, músico
- Greg K, músico
- Benji Madden, guitarrista líder y coros, Good Charlotte
- Joel Madden, cantante, Good Charlotte
- Brandon McCarthy, lanzador de los Texas Rangers
- Paul Petersen, actor
- Debra Jo Rupp, actriz (Friends, That '70s Show)
- Ron Underwood, director
- Paul Walker, actor
- System of a Down, banda de rock.
- Nathan Kress, actor
- Allisyn Ashley Arm, actriz
- Mike Burkett (Fat Mike), músico
- Teresa Garcia (CBS News), periodista
- Joseph Oliver (originalmente de Gran Bretaña), productor
- Nicole Jung, exmiembro de KARA

## Ciudades hermanas
- Tlaquepaque, Jalisco, México
- Kapan, Syunik, Armenia
- Hiroshima, Chugoku, Japón
- Guadalajara, Jalisco, México
- Delicias, Chihuahua, México
- Santiago de los Caballeros, República Dominicana[4]